# India Museum i London
"India Museum i London" bildar en del av Victoria and Albert Museum och dessförinnan en del av South Kensington Museum, och torde vara ett av de på indiska föremål rikaste, som finns i världen. Det bildades 1880 genom utbrytning ur East India House, som då inskränktes till den egentliga förvaltningen, India Office. 
Det består av salar och gallerier innehållande indiska skulpturer, avstöpningar av
arkitektoniska delar från indiska tempel och offentliga byggnader, modeller av städer, hus, fabriker, tillverkningsmetoder med mera. För övrigt finns alla möjliga etnografiska föremål: tyg, smycken, vapen, redskap, musikinstrument, alster av olika slags konstfärdighet, och så vidare En avdelning innehåller prov på alla moderna produkter från Indien. 1882 utställdes i Stockholm ett urval av föremål från India Museum.